# 永吉県
永吉県（えいきつ-けん）は中華人民共和国吉林省吉林市に位置する県。県名は「永遠の吉祥」を意味する。

## 歴史
明代には女真ウラ部がこの地を支配し、ウラ国と称されていた。1613年（万暦41年）以降はヌルハチの支配が及び後金の領地となった。1671年（康熙10年）、寧古塔副都統アンジュフが吉林城を建設、1727年（雍正5年）には永吉州が設置され1747年（乾隆12年）に吉林庁と改称、1882年（光緒8年）に吉林府に昇格した。
中華民国が成立すると1913年（民国2年）に吉林府は吉林県に降格、更に1929年（民国18年）には永吉県と改称された。

## 行政区画
7鎮、1郷、1民族郷を管轄：
- 鎮：口前鎮、双河鎮、西陽鎮、北大湖鎮、一拉渓鎮、万昌鎮、岔路河鎮
- 郷：黄楡郷
- 民族郷：金家満族郷
- 永吉経済開発区

## 交通

### 鉄道
- 中国国家鉄路集団
  - 瀋吉線
    - 口前駅

### 道路
- 高速道路
  -  瀋吉高速道路
  -  長春都市圏環状高速道路（中国語版）
- 国道
  -  G202国道
  -  G302国道

## スポーツ
- 2007年2月に2007年アジア冬季競技大会（「長春2007」）の山岳系競技（フリースタイル・スキー、クロスカントリースキー、バイアスロン、アルペンスキー、スノーボード）が永吉県北大湖鎮の北大湖スキー場で開催された。